# 丹陽公主
丹阳公主（?—?），姓李，名不详。中国唐朝唐高祖李渊第十五女，生母不明，生卒年不详。李渊封她为丹阳公主，唐太宗把她嫁给了大将薛万彻。因为薛万彻很蠢，丹阳公主羞於嫁他，所以数月不和他同席。太宗听说，大笑，为薛万彻摆酒宴，召其他的驸马从容地劝说薛万彻，握槊以佩刀为赌注，唐太宗假装不胜，遂解下来赐给他。公主高兴了，命薛万彻和自己同乘一辆车回家。